# Světí
Světí é uma comuna checa localizada na região de Hradec Králové, distrito de Hradec Králové‎.